# Best of my Love
「Best of my Love」（ベスト・オブ・マイ・ラブ）は、安田レイの1枚目のシングル。2013年7月3日にSME Recordsから発売された。

## 概要
水口哲也と玉井健二からなる音楽ユニット「元気ロケッツ」のヴォーカリストやパフォーマーとして参加してきた安田レイのソロデビュー・シングル。
表題曲「Best of my Love」は、テレビアニメ『宇宙戦艦ヤマト2199』の中期エンディングテーマに使用され、カップリング曲の「styles」は、ファッション雑誌「sweet」2013年7月号のCMソングに使用された。
デビューシングルで日本のアニメ界を代表する大作のリメイク版のタイアップを獲得して安田は、嬉しい反面、大作ということのプレッシャーもあったという。
発売形態は、通常盤・期間生産限定盤の2種リリースで、期間生産限定盤のみ、アニメのヒロインである森雪が描かれているデジパック仕様となっている。

## 収録曲
1. Best of my Love [5:45]
  - 作詞：田中秀典　作曲：楠野功太郎・玉井健二　編曲：玉井健二・百田留衣
  - MBS・TBS系テレビアニメ『宇宙戦艦ヤマト2199』中期エンディングテーマ
  - この楽曲について安田は、「“本当にありがとう、感謝してるよ”って気持ちがたくさん込められた曲になっている」と語っている[5]。また、元気ロケッツの時よりもJ-POP寄りのサウンドに仕上がっている。番組内のエンディングとして初オンエアされた時は、涙が出そうになったという[7]。
2. styles [3:49]
  - 作詞：玉井健二・ヒカリツカサ・安田レイ　作曲：百田留衣　編曲：玉井健二・釣俊輔
  - ファッション雑誌「sweet」2013年7月号CMソング
  - 安田曰く、「女子として努力してがんばっている女の子たちへの応援歌」だという[5]。
3. フォゲミナ [4:53]
  - 作詞：玉井健二・秋浦智裕・安田レイ　作曲：田中隼人　編曲：Floor on the Intelligence・元気ロケッツ
  - 『2013北海道マラソン』テーマソング
  - タイトルは、「私を忘れないで」という意味がある“forget me not”を言い換えた言葉になっている[5]。